# Tegalsari (Kepanjen)
Tegalsari is een bestuurslaag in het regentschap Malang van de provincie Oost-Java, Indonesië. Tegalsari telt 2678 inwoners (volkstelling 2010).